# 萬代蘭屬
萬代蘭屬（學名：Vanda）是蘭科下的一個屬，雖然並不龐大（約50種），但卻是極為重要的花卉之一。
本屬多為附生性，但亦有部份岩生性或地生性蘭花，分布於印度、喜馬拉雅山脈、東南亞、印尼、菲律賓、新幾內亞、中國南方及澳洲北方。
卓锦万代兰（Vanda 'Miss Joaquim'）是新加坡的国花。
萬代蘭屬中的很多种都处于濒危状态，大花万代兰（Vanda coerulea）的处境尤为危险。大花万代兰以及其他万代兰的出口在全球范围内被管制，因为这些种已被列入《濒临绝种野生动植物国际贸易公约》的附录二中。
属名Vanda源于梵语 "वन्दाका)"。

## 下属物种
本属包括以下物种：
- 垂头万代兰 Vanda alpina （喜马拉雅山、云南南部）
- Vanda arbuthnotiana （印度）
- Vanda arcuata （印尼苏拉威西岛）
- Vanda bensonii （印度阿萨姆邦、泰国）
- Vanda bicolor （不丹）
- Vanda bidupensis （越南）
- 白柱万代兰 Vanda brunnea （云南、中南半岛）
- Vanda celebica （印尼苏拉威西岛）
- Vanda chlorosantha （不丹）

）
- 大花万代兰 Vanda coerulea （印度阿萨姆邦、云南南部）
- 小蓝万代兰 Vanda coerulescens （藏南、云南南部）
- 琴唇万代兰 Vanda concolor （中国南部、越南）
- 叉唇万代兰 Vanda cristata （喜马拉雅山、云南西北部）
- Vanda dearei （婆罗洲）
- 白花万代兰 Vanda denisoniana （云南、中南半岛北部）
- Vanda devoogtii （印尼苏拉威西岛）
- Vanda foetida （苏门答腊南部）
- 富宁万代兰 Vanda funingensis L.H. Zou & Z.J. Liu[1]
- Vanda furva （爪哇、马鲁古群岛）
- Vanda fuscoviridis （中国南部、越南）
- Vanda griffithii （喜马拉雅山东部）
- Vanda hastifera （婆罗洲）
  - Vanda hastifera var.  gibbsiae （婆罗洲北部）
  - Vanda hastifera var.  hastifera （婆罗洲）
- Vanda helvola （马来西亚西部）
- Vanda hindsii （巴布亚、澳大利亚昆士兰州北部）
- 虎克万代兰 Vanda hookeriana （马来半岛）
- Vanda insignis （小巽他群岛）
- Vanda jainii （印度阿萨姆邦）
- Vanda javierae （菲律宾）
- 雅美万代兰 Vanda lamellata （台湾、菲律宾、婆罗洲）
- Vanda leucostele （苏门答腊北部和西部）
- Vanda lilacina （云南、中南半岛）
- Vanda limbata （爪哇、小巽他群岛、菲律宾）
- Vanda lindenii （马鲁古群岛）
- Vanda liouvillei （印度阿萨姆邦、中南半岛）
- Vandopsis lissochiloides （东南亚、菲律宾）
- Vanda lombokensis （小巽他群岛）
- 吕宋万代兰 Vanda luzonica （菲律宾吕宋岛）
- Vanda merrillii （菲律宾）
- Vanda perplexa Motes & D. L. Roberts[2]
- Vanda petersiana （缅甸）
- 矮万代兰 Vanda pumila （尼泊尔、海南、苏门答腊北部）
- Vanda punctata （印度Pen市、马来西亚）
- Vanda roeblingiana （菲律宾）
- 桑氏万带兰 Vanda sanderiana （现异名： Euanthe sanderiana （Rchb.f.） Schltr）
- Vanda scandens （婆罗洲、菲律宾棉兰老岛）
- Vanda spathulata （印度喀拉拉邦、泰米尔纳德邦、斯里兰卡）
- Vanda stangeana （藏南、印度阿萨姆邦）
- 纯色万代兰 Vanda subconcolor （云南西半部、海南）
  - Vanda subconcolor var.  disticha （海南）
  - Vanda subconcolor var.  subconcolor （云南西半部、海南）
- 苏门答腊万代兰 Vanda sumatrana （苏门答腊）
- 棒叶万代兰 Vanda teres （缅甸）
- 网格万代兰 Vanda tessellata （印度次大陆、中南半岛）
- 台湾万代兰 Vanda taiwaniana
- Vanda testacea （印度次大陆、中国中南部）
- Vanda thwaitesii （斯里兰卡）
- 三色万代兰 Vanda tricolor （老挝、爪哇、巴厘岛）
- Vanda ustii
- Vanda vipanii （缅甸）
- Vanda wightii （印度南部）

## 天然杂交种
- Vanda x boumaniae（V. insignis × V. limbata）（小巽他群岛）
- Vanda x charlesworthii（V. bensonii × V. coerulea）（缅甸）
- Vanda x confusa（V. coerulescens × V. lilacina）（缅甸）
- 卓锦万代兰 Vanda 'Miss Joaquim'（'虎克万代兰' x '棒叶万代兰'，V. hookeriana × V. teres）（新加坡）